# Filialkirche St. Radegund am heiligen Wasser

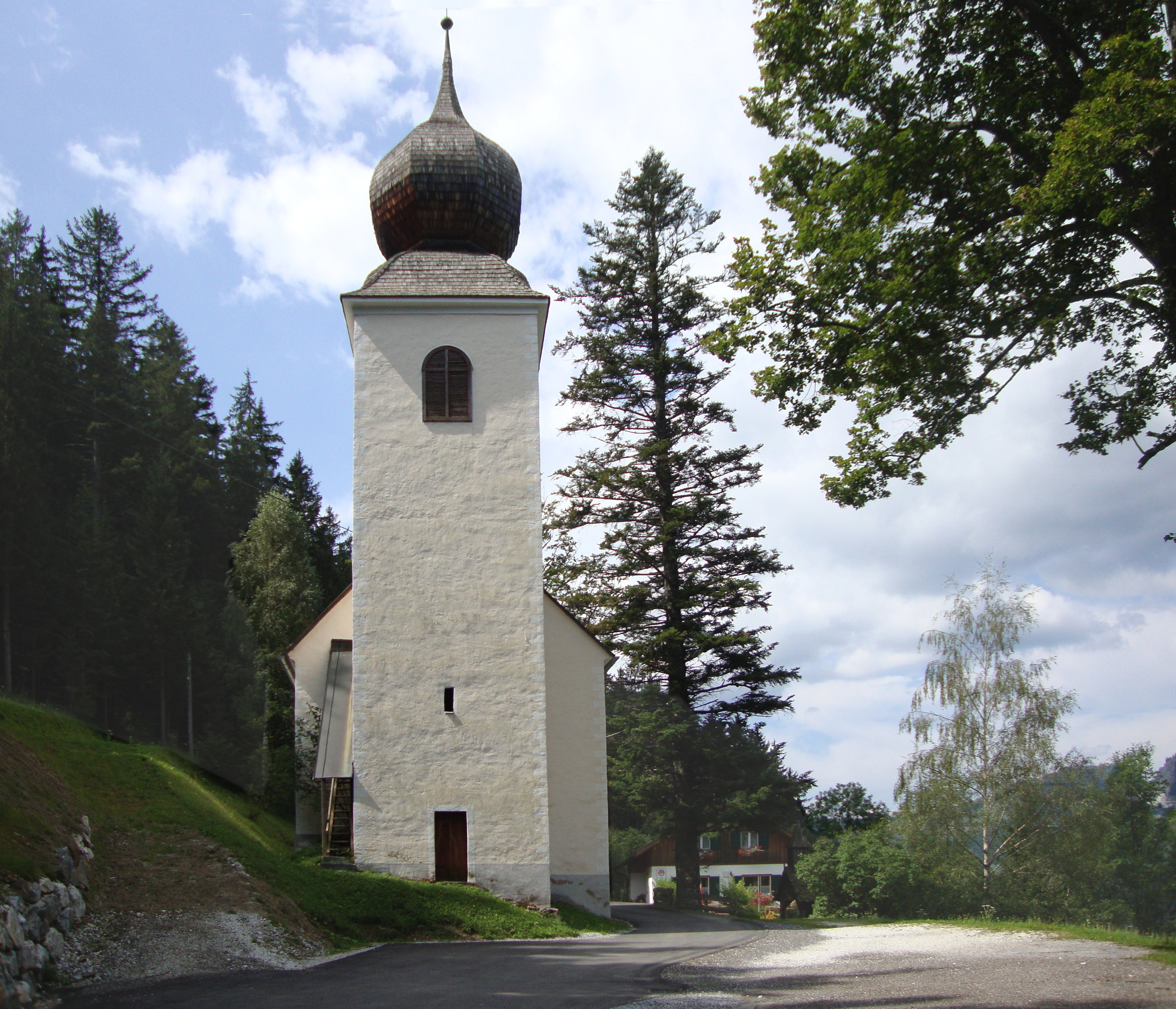
Nordostseite der Kirche, im Hintergrund das Gasthaus zum Heiligen Wasser, rechts davor die Bründlkapelle

Die Filialkirche St. Radegund am heiligen Wasser ist eine denkmalgeschützte römisch-katholische Filial- und Wallfahrtskirche. Sie wird häufig auch einfach Kirche zum Heiligen Wasser genannt. Der Wallfahrtsort liegt in der Gemeinde Kainach bei Voitsberg, Ortschaft Hadergasse, in der Weststeiermark. Die zu Ehren der heiligen Radegund geweihte Kirche gehört zum Seelsorgeraum Voitsberg in der Diözese Graz-Seckau und ist der Pfarre Kainach unterstellt. Als Wallfahrtskirche spielt sie nur eine lokale Rolle.
Die Ursprünge des Wallfahrtsortes und der Verehrung der angeblich heilkräftigen Quelle neben der Kirche lassen sich bis in die Mitte des 17. Jahrhunderts zurückverfolgen, als der Bau der heutigen Kirche begann. Die Existenz einer bereits vorchristlichen Kultstätte oder eines Quellenheiligtums wird vermutet, konnte bisher aber nicht belegt werden. Möglicherweise wurde schon ab dem Mittelalter die heilige Radegund an der Quelle neben der Kirche verehrt, aber auch das ist bislang nicht nachzuweisen. In kirchlichen Quellen erscheint der Ort erstmals mit dem Beginn des Kirchenbaues im Jahr 1659, der laut der Gründungslegende an der Stelle entstand, an der ein Bauer eine Radegundstatue in einem Baum entdeckte. 1669 weihte der Abt des Stiftes St. Lambrecht die Kirche, die sich bald zu einem Wallfahrtsort entwickelte. Die Pilger stammten zu großen Teilen aus der näheren Umgebung sowie aus Geistthal und Sankt Pankrazen. Sie kamen in der Hoffnung auf Genesung von Krankheiten, gegen die das Quellwasser neben der Kirche helfen soll, sowie zur Abwehr von Tierseuchen. Zum Dank brachten sie zahlreiche Votivgaben dar, von denen etwa 30 erhalten sind, darunter Bilder, die Wunderheilungen beschreiben.
Der einfache Kirchenbau hat einen kräftigen Kirchturm. Auf dem in der Mitte des 17. Jahrhunderts von der Werkstatt des Balthasar Prandtstätter gefertigten Hochaltar steht eine Statue der heiligen Radegund, bei der es sich um die in der Gründungslegende genannte Statue handeln soll. Bemerkenswert ist auch ein 1713 gemaltes Bild, das die Gründungslegende sowie andere biblische Geschichten rund um das Thema Wasser und Quellen zeigt. Neben der Kirche steht die sogenannte Bründlkapelle, eine kapellenartige Brunnenstube mit einer steinernen Darstellung des Gnadenstuhles. Dort fließt aus einem Rohr in der Seitenwunde des gekreuzigten Christus das angeblich heilkräftige Wasser der Quelle.

## Standort

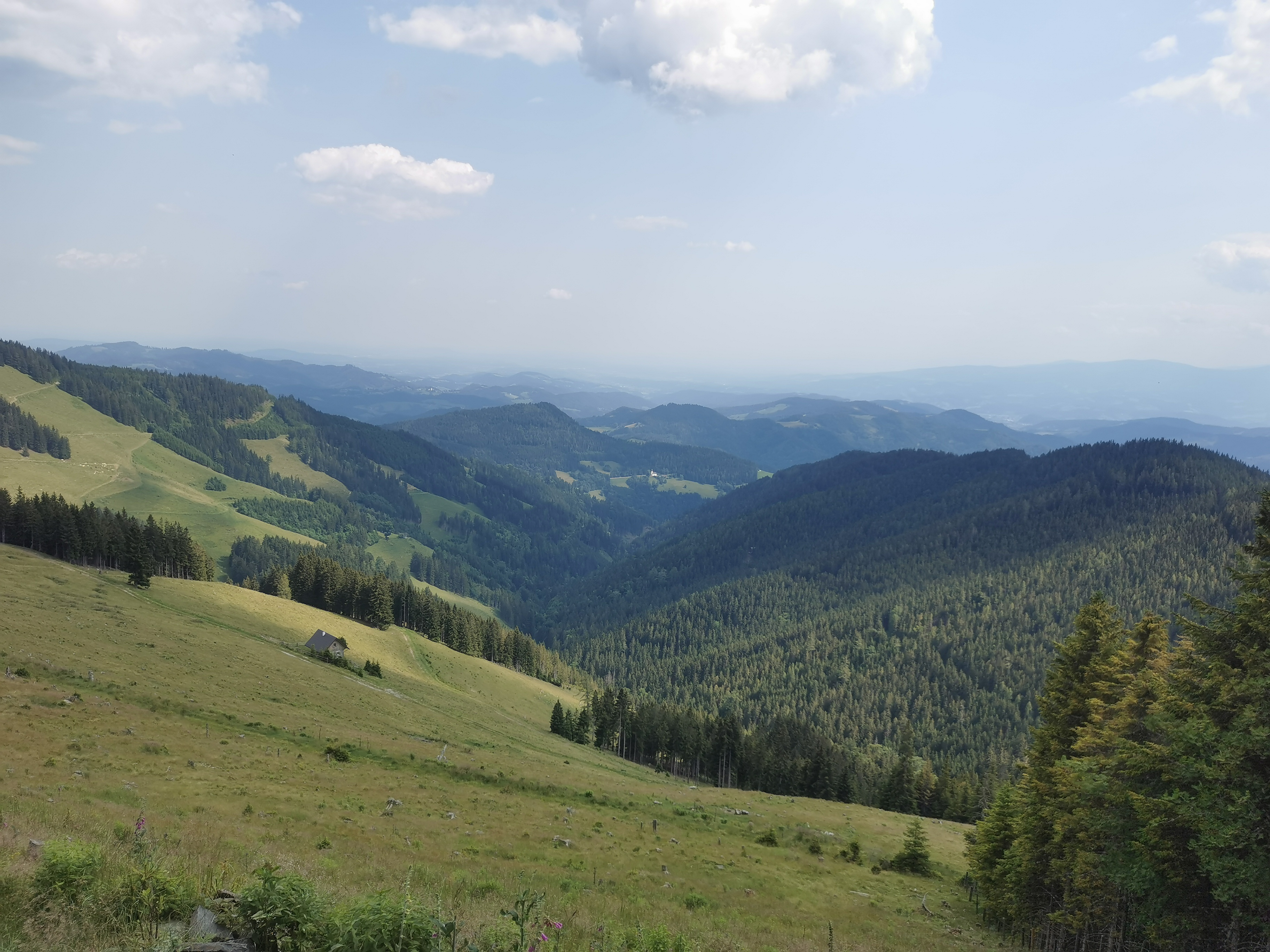
Blick von der Ostflanke des Ochsenkogels nach Südsüdost über den Graben des Alpenbachs auf den Lukaskogel. In der Bildmitte die Kirche zum heiligen Wasser.

Die Kirche steht an der Westseite des 1118 m ü. A. hohen Lukaskogels, auf einer Seehöhe von rund 910 Metern, in der Streusiedlung Hadergasse im Nordosten der Gemeinde Kainach bei Voitsberg. Bis zur steiermärkischen Gemeindestrukturreform vom 1. Januar 2015 gehörte sie zum Gemeindegebiet von Gallmannsegg. Zur Kirche führt der Heiligen Wasser Weg, eine Sackgasse, die in südliche Richtung von dem von Gallmannsegg über den Forstbauerngraben und den Almgraben nach Geistthal führenden Forstbauergrabenweg abzweigt. Etwa 50 Meter südwestlich der Kirche steht das Gasthaus Heiligen Wasser. 

## Geschichte

### Mögliche Ursprünge der Verehrung
Seit wann die Quelle und das aus ihr sprudelnde Wasser bekannt sind und verehrt wurden, ist nicht bekannt. Die deutsche Historikerin Dorothée Kleinmann, die sich mit der Verehrung der heiligen Radegund im deutschsprachigen Raum beschäftigte, hält ein bereits vorchristliches Quellenheiligtum der Kelten und später auch der Römer für möglich. Archäologische oder schriftliche Belege für diese Annahme gibt es aber nicht. Die Römer betrieben jedoch in der Nähe, bei Gallmannsegg, einen Marmorsteinbruch und es gibt Funde von römerzeitlichen Tempeln in der Gegend, wie etwa am Zigöllerkogel bei Köflach sowie am Heiligen Berg bei Bärnbach.
Das obere Kainachtal und damit auch die Gegend um die heutige Kirche waren Teil einer im Jahr 1000 erfolgten Schenkung des Kaisers Otto III. an den Markgrafen Adalbero von Eppenstein. Anlässlich der Gründung des Stiftes St. Lambrecht durch Markwart IV. von Eppenstein im Jahr 1076 erhielt das Kloster Teile des oberen Kainachtals als Schenkung. Durch eine weitere Schenkung durch Graf Heinrich III., den letzten der Eppensteiner, im Jahr 1103 kamen die von den Eppensteinern gegründeten Eigenkirchen sowie all ihre Besitzungen an der Kainach in den Besitz des Stiftes. Für das Jahr 1202 sind Rodungen im Kainachtal belegt; ob es damals schon eine Verehrung der heiligen Radegund in der Gegend gab, ist allerdings nicht bekannt. Die Quelle lag damals unweit einer im Mittelalter und der frühen Neuzeit wichtigen Handelsstraße, die von Voitsberg entlang der Kainach und über den Gleinalmsattel in das obere Murtal führte. Mit Sicherheit lässt sich eine Bekanntheit der Quelle erst für das 17. Jahrhundert belegen.

### Ab dem 17. Jahrhundert

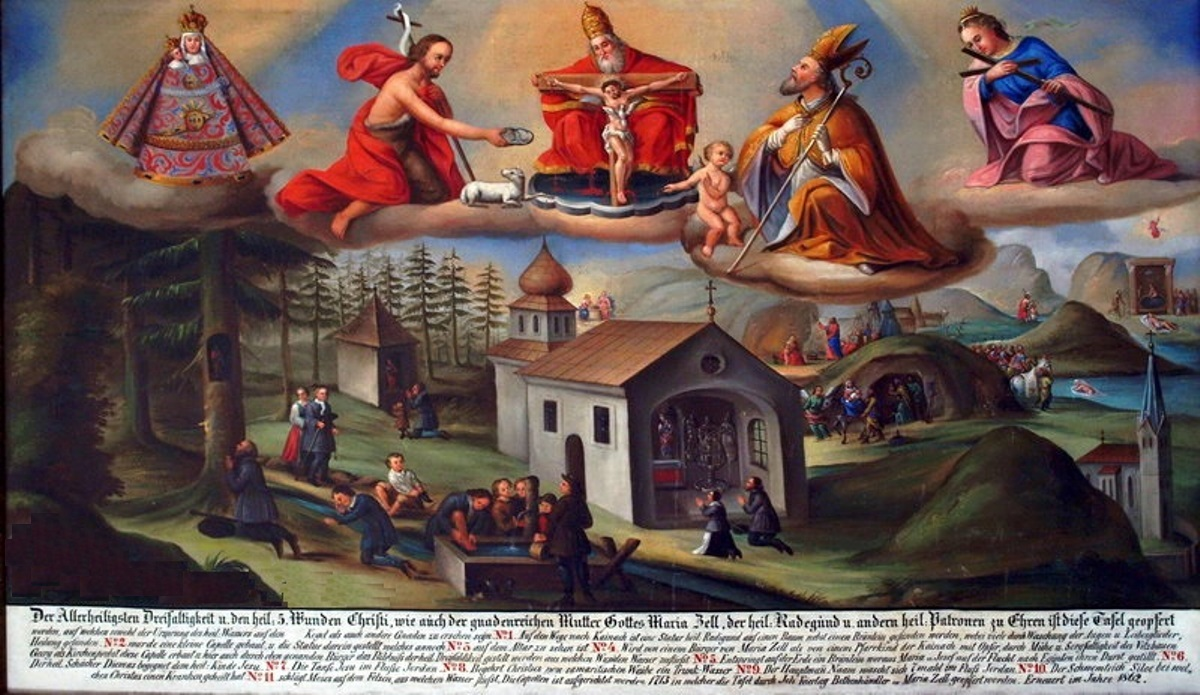
Das 1713 von Johann Feiertag gestiftete Votivbild, das die Gründungslegende der Kirche zeigt.

Mit dem Bau der heutigen Kirche wurde 1659 begonnen, nachdem der Gründungslegende nach ein Bauer auf dem Weg nach Kainach in einem Baum neben der als heilkräftig beschriebenen Quelle eine Statue der heiligen Radegund gefunden hatte. Eine bereits frühere Verehrung der Heiligen an dieser Stelle scheint wahrscheinlich. Der fertiggestellte Kirchenbau wurde am 16. November 1669 von Franz von Kaltenhausen, Abt des Stiftes St. Lambrecht, geweiht und unter den Schutz der heiligen Radegund gestellt. Als großer Förderer des Kirchenbaues trat der aus Kainach stammende und in Mariazell als Händler für Wallfahrtsandenken tätige Johann Feiertag auf, gelegentlich auch Georg Feyertag genannt.
Die Kirche war von Beginn an eine der Pfarre Kainach unterstellte Filialkirche mit einigen über das Jahr verteilten Messtagen. Ursprünglich gab es Gottesdienste am Ostermontag, dem Radegundistag (13. August) sowie dem Augustinusfest (28. August). Nach der Weihe der Kirche pilgerten auch zahlreiche Menschen in Form einer Prozession am Festtag des heiligen Johannes des Täufers, dem 24. Juni, zum heiligen Wasser. Diese Pilgerfahrt ging auf den Stifter der Kirche, Johann Feiertag, zurück, der an diesem Tag seinen Namenstag feierte, und kam bald nach seinem Tod ab. Der Pfarrer Lambert Millpacher versuchte 1730 vergeblich den Brauch wieder einzuführen. Um 1840 gab es eine jährliche Prozession von Kainach zur Kirche. Die meisten Menschen pilgerten mit dem Wunsch der Abwehr von Tierkrankheiten und Seuchen zum heiligen Wasser und brachten häufig Votivgaben aus Eisen, Holz oder Papier als Opfer dar.
Aus dem Jahr 1705 ist bekannt, dass eine Kanzel im Außenbereich der Kirche errichtet wurde. 1892 wurde die Kirche erstmals renoviert, wobei das Dach, der Turm sowie das Mesnerhaus neu mit Schindeln eingedeckt wurden. Im Rahmen einer Zusammenarbeit mit der Zentralkommission für Kunst- und Denkmalpflege kam es 1914 zu einer umfangreichen Renovierung des Außen- und Innenbereiches. Der Innenraum wurde 1975 erneut renoviert und 1988 wurden neue Kirchenbänke aufgestellt. Eine Sanierung der Außenfassade erfolgte 1997.
Das Dach sowie der Zwiebelhelm der Kirche wurden im Juli 2015 durch eine umgestürzte Tanne schwer beschädigt. Der unter Naturschutz stehende Baum stand direkt neben der Kirche und wurde während eines Unwetters durch den starken Wind umgeworfen.

## Architektur und Ausstattung

### Außen- und Innenarchitektur
Die etwa 20 Meter lange einschiffige Saalkirche mit dem an den Altarraum am Langhaus angebauten Kirchturm ist nach Nordosten ausgerichtet. Die Außenwände der Kirche und des Turmes sind einfach gehalten und werden durch gemalte Fenster- und Türrahmen und Eckquaderungen gegliedert. Das Kirchenschiff hat ein mit Ziegeln gedecktes Krüppelwalmdach. Es weist keinen Dachschmuck auf und durch ein kleines Dachfenster auf der Südostseite gelangt Licht in den Dachboden. Über diesem Dachfenster und unterhalb des Dachfirsts steht ein Dachständer für eine Stromleitung. Das rundbogige Hauptportal der Kirche liegt an der südwestlichen Mauer. Auf beiden Seiten des Portals ist je ein Weihwasserbecken aus Stein in die Wand eingelassen. In einer ebenfalls rundbogigen Wandnische neben dem Portal hängt eine Tafel mit Informationen über die Kirche. Durch ein einfaches vergittertes Fenster über dem Hauptportal fällt Licht auf die Orgelempore. Eine Maueröffnung über dem Fenster hat die Form eines Wiederkreuzes. An der nordwestlichen Mauer des Langhauses gibt es einen Zugang durch ein weiteres Rundbogenportal. Die nordwestliche wie auch die südöstliche Seite des Gebäudes hat jeweils zwei einfache Fenster mit Gittern, wovon je eines im Langhaus und eines im Altarraum liegt. An der Außenseite der nordwestlichen Mauer ist auf Höhe der Orgelempore noch unter dem Putz ein vermauertes Rundbogenfenster zu erkennen.
Der kräftige Turm mit quadratischen Grundriss ist im Nordosten an das Kirchenschiff und den Altarraum angebaut. Er ist wie das Kirchenschiff in seiner Gestaltung einfach gehalten und wird durch gemalte Fenster- und Türrahmen sowie Eckquaderungen gegliedert. Das Turmdach ist als ein mit Schindeln aus Lärchenholz gedeckter Zwiebelhelm ausgeführt. Auf eine Turmkugel auf der Spitze des Turmes ist ein Kreuz mit zwei Querbalken aufgesetzt. Im Nordosten führt ein ebenerdiger Eingang in das Erdgeschoß des Turmes. Über der Tür befindet sich ein schmales Rechteckfenster. Ein weiterer, erhöht gelegener Turmzugang liegt an der südöstlichen Seite; er ist über eine überdachte Außentreppe aus Holz erreichbar. Über dem Zugang befindet sich ein schmales Rechteckfenster. An der Nordwestseite gelangt im Erdgeschoß durch ein rechteckiges Fenster Licht in das Turminnere. Auf dieser Seite kommt außerdem durch zwei übereinander liegende schmale Rechteckfenster Licht hinein. Je ein Rundbogenfenster auf jeder Seite im obersten Turmgeschoß ist mit Balken verschlossen.
Die dreijochige Saalkirche wird von einem auf Gurten ruhenden Kreuzgratgewölbe überspannt. Einfache Pilaster mit Gesimskapitelle gliedern die Wände. Das nordöstliche Joch der Kirche ist als Altarraum gestaltet. Die hölzerne Empore an der südwestlichen Wand des Langhauses wurde um 1860 errichtet. Sie ist über eine Wendeltreppe in der südwestlichen Ecke des Langhauses zugänglich. Über diese Wendeltreppe gelangt man durch eine Öffnung auch zum Dachboden über dem Langhaus. An der Rückseite des Altarraumes, hinter dem Hochaltar führen eine Tür sowie eine darüber gelegene rechteckige Öffnung in den Turm.

### Ausstattung

#### Altarraum
Der Hochaltar wurde vermutlich in der Zeit von 1730 bis nach 1750 errichtet und stammt aus der Judenburger Werkstätte des Balthasar Prandtstätter. Im Expositorium des Hochaltars steht unter einem Baldachin eine farbig gefasste Statue der heiligen Radegund in weltlicher Bekleidung und mit Zepter und Krone. Es soll die Statue sein, die der Bauer der Gründungslegende nach in einem Baum vorfand. Diese Statue wird von zwei an den Säulen des Altares angebrachten Engelsfiguren flankiert. Eine Statue der heiligen Maria, die mitten vor der Radegundfigur auf dem Altar steht, wurde 1873 in Stiwoll renoviert. Vor der Marienstatue steht auf dem Tabernakel ein von zwei Engelfiguren flankiertes Kruzifix. Auf der linken und der rechten Seite des Hauptaltares, der Radegundfigur am nächsten stehen die beiden frühchristlichen heiligen Märtyrer Johannes und Paulus, beide mit einem Schwert, das auf ihre Hinrichtung hinweist. Eine spätgotische Statue auf der linken Seite des Hochaltares stellt den heiligen Sebastian dar. Sie stammt aus der Zeit um 1500 und wurde später überschnitzt. Auf der rechten Seite des Hochalters steht eine Statue des heiligen Johannes Nepomuk. Den oberen Abschluss des Hochaltares bildet eine Figur des heiligen Augustinus, die links vom heiligen Lambert und rechts vom heiligen Benedikt gerahmt wird. Auf der Rückseite des Altares hängen die meisten der rund 30 erhaltenen Votivgaben der Kirche. Im Altarraum auf einem Schrank links vom Hochaltar stehen eine Figur des heiligen Florian sowie ein Kruzifix. In der rechts des Hochaltares gelegenen Ecke des Altarraumes steht ein podestartiger Tisch mit mehreren Heiligenfiguren. Auf der oberen Fläche des Tisches steht eine Figur des heiligen Augustinus und rechts davon eine kleinere Figur des heiligen Johannes des Täufers. Auf der unteren Fläche rahmen zwei als Engel ausgeführte Kerzenständer eine Darstellung des heiligen Sebastian neben einer kleineren Figur der Maria mit Kind.
Ein mit Öl auf Holz gemaltes Bild der heiligen Kümmernis rechts vom Hochaltar an der Rückwand des Altarraumes wurde im späten 18. Jahrhundert oder der ersten Hälfte des 19. Jahrhunderts geschaffen. Das Bildnis wurde möglicherweise von der Darstellung der Heiligen im Buchhaus in Geistthal beeinflusst. Die Heilige ist in dem 36 Zentimeter hohen und 26 Zentimeter breiten Bild in ihren Kleidern ans Kreuz genagelt dargestellt. Vor dem Kreuz kniet ein Geiger, den Kopf zur Gekreuzigten hin erhoben. Ein Marmorrelief im rechten Bereich an der südöstlichen Mauer des Altarraumes zeigt eine Darstellung des Fegefeuers und stammt vermutlich aus der Zeit um 1670. An derselben Mauer hängen unterhalb des Fensters je ein Bild mit einer Darstellung des Herz Jesu und des Unbefleckten Herz Mariens. Zwischen diesen beiden Bildern ist eine steinerne Gedenktafel zur Erinnerung an den 1943 bei Woroschilowsk gefallenen Vinzenz Ulz angebracht. Unter der Gedenktafel hängt ein in Farbe ausgeführtes Bild der Betenden Hände von Albrecht Dürer. Auf der rechten Seite des Altarraumes, links vom Pilaster, der den Übergang vom Langhaus zum Altarraum bildet, steht ein kleiner Altar mit einer Statue des heiligen Rochus. Dieser Altar und die Statue wurden im August 1897 von den Arbeitern der zwei in der Nähe gelegenen Marmorsteinbrüche des Franz Grein aufgestellt.
Auf der linken Seite der Rückwand des Altarraumes hängt ein von Franz Weiss gemaltes Madonnenbild. Ein Relief im linken Bereich an der nordwestlichen Mauer des Altarraumes erinnert in lateinischer Sprache an die Weihe der Kirche im November 1669. Unterhalb des Reliefs hängt ein Bild der Maria mit Kind. Die Kanzel ist ebenfalls im linken Teil des Altarraumes angebracht. Sie wurde 1650 von Abraham Engelleitner aus Judenburg geschaffen und befand sich bis 1744 in der Pfarrkirche Köflach, ehe sie an die Kirche zum Heiligen Wasser abgetreten wurde. Der Opferstock unter der Kanzel wurde laut einer Inschrift 1715 aufgestellt.
Die Gestaltung des Altarraumes spiegelt unter anderem die Bedeutung der Kirche als bäuerliches Wallfahrtsziel bei Augenleiden, aber auch bei anderen Krankheiten wider. So werden Radegund und Augustinus dargestellt, die als volkstümliche Augenpatrone gelten und bei Augenleiden angerufen wurden. Der Volkskundler und Kulturhistoriker Leopold Kretzenbacher nahm an, dass die heilige Kümmernis bei der Kirche auch lokal als Augenpatronin verehrt wurde. Neben den Augenpatronen werden mit Rochus und Sebastian zwei Pestpatrone, die für Schutz vor Krankheiten angerufen wurden, sowie Florian als Schutzpatron gegen Feuer dargestellt.

#### Langhaus
An dem Pilaster am Übergang vom Langhaus zum Altarraum hängt ein großes Kruzifix mit einer Darstellung der Mater Dolorosa. Neben dem Kruzifix ist an der südöstlichen Langhausmauer unter einem Baldachin eine Figur des heiligen Wolfgang von Regensburg im Bischofsornat und mit einem Kirchenmodell in der Hand angebracht. An derselben Wand hängt ein Bild des heiligen Paulus. Am Pilaster rechts des Bildes steht eine Figur, die vermutlich den Apostel Johannes darstellt. Auf dieser Seite des Langhauses hängen insgesamt fünf Votivbilder. Auf der gegenüberliegenden linken Seite steht am Pilaster am Übergang zum Altarraum eine Figur des heiligen Johannes des Täufers mit einem Kreuzstab. Neben der Johannesfigur hängt ein Kruzifix über einem Weihwasserbecken. Links neben der Tür des Seiteneingangs weist die Inschrift einer Tafel auf die Restaurierung der Kirche von 1975 hin. Eine Figur über der Tafel stellt den heiligen Wendelin dar. Am Pilaster links der Statue steht eine Figur, die vermutlich die heilige Maria zeigt. Links von dieser Figur hängt ein großes Votivbild mit der Gründungslegende der Kirche. Die meisten Figuren im Langhaus stammen aus dem Barock.
An der südwestlichen Mauer des Langhauses hängen zwischen dem Haupteingang und dem Aufgang zur Orgelempore zwei Bilder, wovon eines den heiligen Augustinus darstellt. Auf der anderen Seite des Haupteingangs hängt ein Bild mit Fotos der im Zweiten Weltkrieg Gefallenen der Gemeinde Gallmannsegg. Über dem Portal hängen Drucke, welche die Stationen des Kreuzwegs zeigen, wobei hier einige der Stationen fehlen. Auch auf der Orgelempore hängen mehrere Bilder. Zwischen dem Aufgang und dem zentralen Fenster sind es drei Bilder; sie zeigen die Heilige Familie, den Jesusknaben als Salvator mundi sowie das Herz Mariens. Rechts vom Fenster hängen ein Herz-Jesu-Bild, Bilder des heiligen Johannes des Täufers als Knabe, einer Madonna sowie einer Pietà.
 Votivbilder 

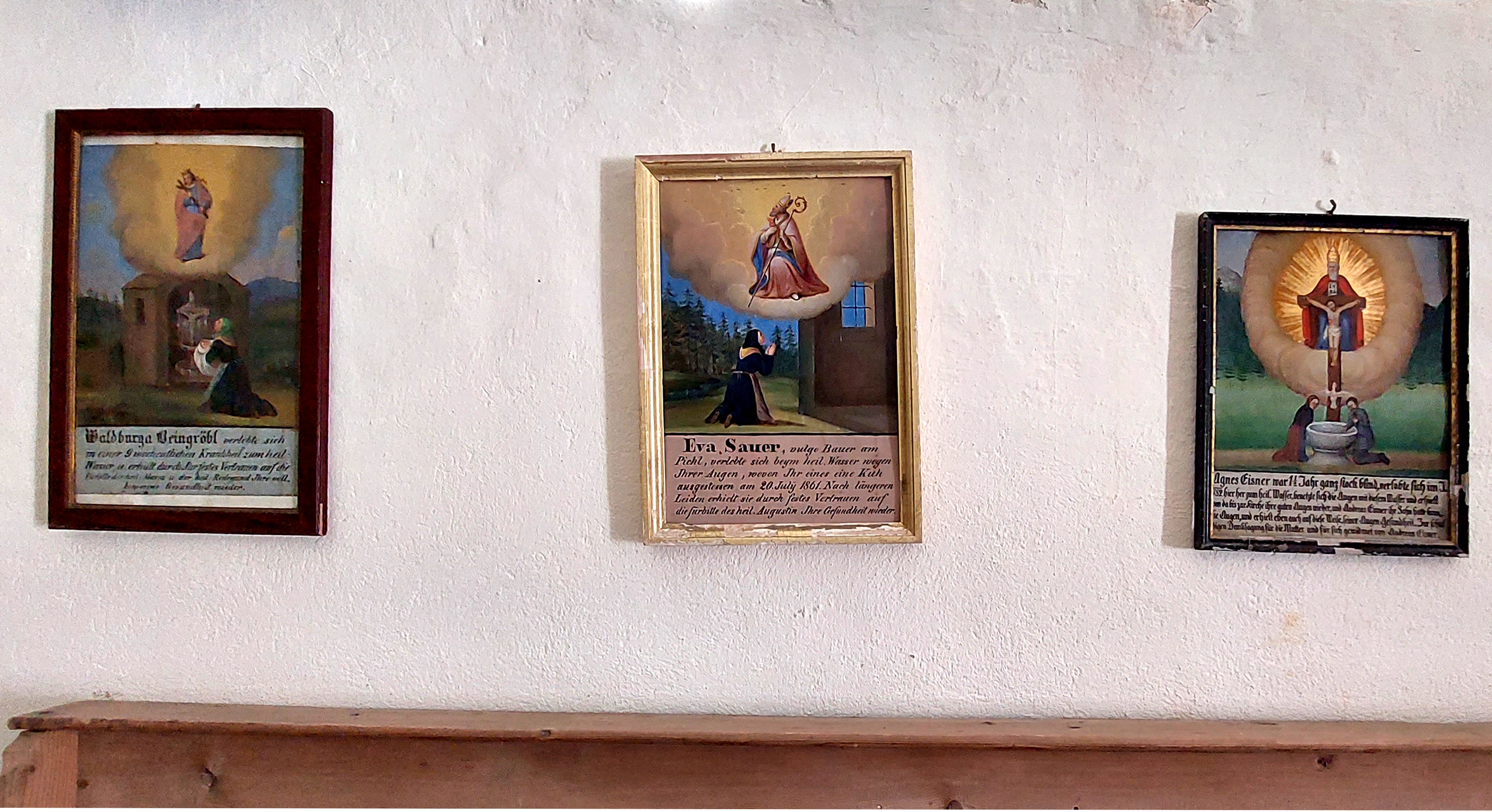
Votivgaben aus dem 19. Jahrhundert

An der linken Mauer des Langhauses hängt ein mit Rahmen 201 Zentimeter breites und 133,5 Zentimeter hohes Votivbild, das der Händler Johann Feiertag stiftete. Es wurde 1713 gemalt und 1862 erneuert. Es zeigt in vier Bildern die Gründungslegende der Kirche, von der Auffindung der Statue der heiligen Radegunde neben einer heilbringenden Quelle über den Bau einer kleinen Kapelle und die Errichtung des Hochaltares bis zur Stiftung des Kirchenbaues durch Feiertag selbst. Neben der Gründungslegende werden fünf Quellen und Wasserstellen aus dem Neuen Testament gezeigt. So sieht man die Quelle, an der Maria und Josef auf der Flucht nach Ägypten ihren Durst stillten, wie Dismas dem Jesuskind begegnet, die Taufe Jesu im Jordan, wie Jesus am Jakobsbrunnen von einer samaritanischen Frau Wasser begehrt sowie die Heilung eines Blindgeborenen am Teich von Siloah. Daneben gibt es zwei Darstellungen aus dem Alten Testament. Sie zeigen, wie Mose Wasser aus einem Felsen am Berg Horeb schlägt und sich Naaman der Syrer siebenmal im Jordan wäscht. Eine Kirche am unteren rechten Rand des Bildes soll möglicherweise die alte Pfarrkirche von Kainach darstellen.
Neben dem Bild mit der Gründungslegende hängen noch weitere Votivbilder im Langhaus. Vier aus dem 19. Jahrhundert stammende Votivbilder auf der rechten Seite des Langhauses berichten mit ihrem Text über die hier geschehenen Heilungen. Auf der rechten Seite des Langhauses hängen noch zwei weitere Votivbilder. Auch links vom Haupteingang hängen zwei Bilder mit Darstellungen von Jesus und Maria. Bis ins 19. Jahrhundert wurden zahlreiche eiserne, hölzerne und papierene Votivgaben, die Bienenkörbe, Schweinegruppen oder Totenkronen darstellten, aber auch gedruckte Heiligenbilder und ein abgeschnittener Haarschopf zur Kirche gebracht. Teilweise sind die Votivgaben heute in Sammlungen erhalten. Die meisten der eisernen Votivgaben fertigte die am Weg von Sankt Pankrazen und Großstübing neben dem ehemaligen Gasthaus Abrahamwirt gelegene Abrahamschmiede.

### Orgel
Das Orgelpositiv mit einem Manual und vier Registern lässt sich durch eine Inschrift auf das Jahr 1780 datieren; es steht auf der Empore im südwestlichen Teil des Langhauses.

### Glocken
Im Turm hingen ursprünglich wahrscheinlich zwei Glocken. Je nach Quelle wurde eine Glocke 1720 von Anton Weyer gegossen, während die zweite Glocke aus dem Jahr 1857 stammte. Der Historiker und Volkskundler Ernst Lasnik schreibt in seiner 2006 veröffentlichten Ortschronik, die Glocke von 1720 sei im Jahr 1857 umgegossen worden.  Am 6. Oktober 1916, also während des Ersten Weltkrieges, musste die größere der beiden Kirchenglocken abgeliefert werden. Auch während des Zweiten Weltkrieges musste die Kirche am 28. Jänner 1942 eine Glocke für Kriegszwecke abnehmen. Diese Glocke wurde nach Polen abtransportiert, nicht eingeschmolzen und kam nach dem Krieg zurück.

## Nutzung
Die Kirche dient seit ihrem Bau als Filial- und Wallfahrtskirche, die der Pfarre Kainach unterstellt ist. Es werden nur an fünf ausgewählten Tagen regelmäßige Gottesdienste gehalten. Sie finden am Ostermontag, dem Pfingstmontag, zu Maria Himmelfahrt (15. August), am Augustinisonntag (um den 28. August) sowie im Herbst beim Almabtrieb als Haltermesse statt. Hinzu kommen Gottesdienste zu den Wallfahrten. Die meisten Wallfahrer kommen aus der Gegend um Kainach, es ist aber auch ein lokaler Zuzug aus Geistthal und Sankt Pankrazen zu erkennen.

## Rezeption

### Sage und Erzählung
Über die Heilkraft des Quellwassers berichtet eine Sage, die unter anderem in dem Buch Volksdichtung aus dem Kainachtale von Walter Kainz aus dem Jahr 1936 veröffentlicht ist. In dieser Erzählung heißt es, einst habe sich eine blinde Frau zu einer Quelle führen lassen, die für ihre Wirkung gegen Augenleiden bekannt war. Sie kniete an der Quelle nieder, betete und benetzte immer wieder ihre Augen mit dem Wasser. Als sie von ihrem Gebet aufstand und die Augen öffnete, konnte sie wieder sehen. Die Nachricht von diesem Wunder verbreitete sich, so dass immer mehr Menschen mit Augenleiden zur Quelle pilgerten. Aufgrund des Zustromes an Pilgern wurde mit dem Bau einer kleinen Kapelle begonnen, die schon bald zu einer kleinen Kirche, der heutigen Filialkirche, ausgebaut wurde. In einer anderen Version der Sage wird ein Flößer anstatt einer Frau geheilt.
Das Wasser der Quelle soll auch mehrere Monate nach dem Abfüllen in Flaschen nicht abgestanden, sondern immer noch frisch schmecken.

### Musik

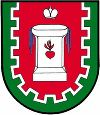
Wappen von Gallmannsegg.

Von den Pignitter Buam, einer Volksmusikgruppe aus Voitsberg, stammt das Lied Beim Heiligen Wasser, das sich um die Kirche und die Sage vom heilkräftigen Wasser dreht. Komponiert wurde es von Gottfried Pignitter junior, während der Text von Gottfried Pignitter senior stammt. Es wurde unter anderem auf dem Album 20 Jahre der Gruppe im Jahr 1995 veröffentlicht.

### Wappen
Das am 8. November 1999 verliehene und von Heinrich Purkarthofer entworfene Gemeindewappen der bis 2014 eigenständigen Gemeinde Gallmannsegg nimmt unter anderem auf die Filialkirche St. Radegund am heiligen Wasser und die Bründlkapelle Bezug. Die Blasonierung lautet: „In rotem Schild mit einem durch eine silberne Zinnenleiste an den Flanken und im Schildfuß gesäumten grünen Bord ein mit einem roten flammenden Herzen belegter silberner Brunnstein mit seitlich abfließendem Wasser, überhöht von einer barocken silbernen Krone.“ Der Brunnstein mit dem aus ihm fließenden Wasser und dem flammenden Herzen bezieht sich auf den heiligen Augustinus und verweist damit auf die Bründlkapelle. Die darüber schwebende silberne Krone ist ein Verweis auf die heilige Radegund und die ihr gewidmete Kirche.

## Bründlkapelle

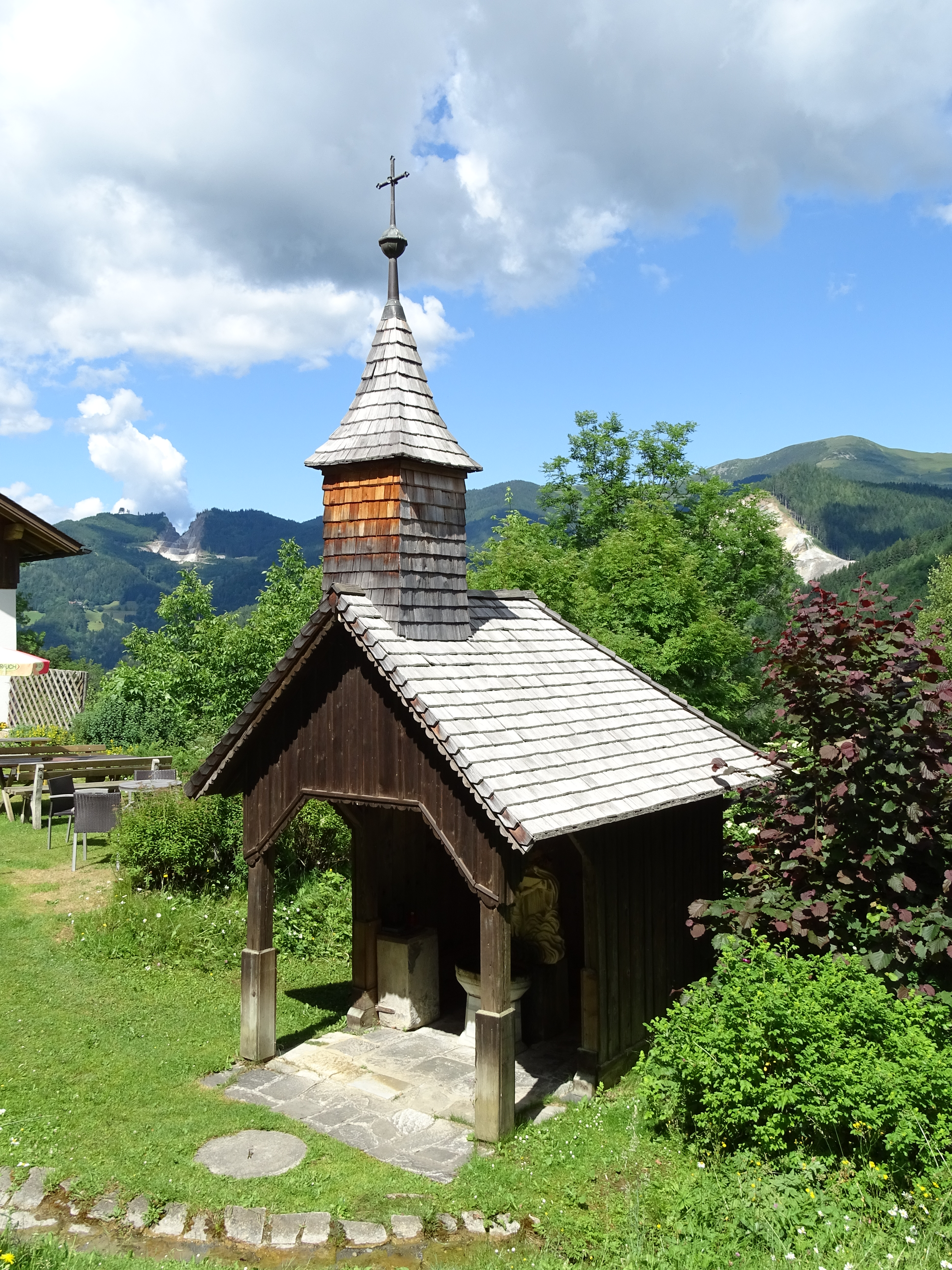
Die gegenüber der Kirche, auf der anderen Seite der Zufahrtsstraße gelegene Bründlkapelle mit der Quelle.

Etwas unterhalb der Kirche und der Zufahrtsstraße steht die offene, um 1850 aus Holz gezimmerte Bründl- oder Heiligenwasserkapelle, auch Augustinibründl genannt. Die Bründlkapelle wurde später als die Kirche errichtet, so gibt es einen Bericht aus dem Jahr 1682, der ein einfaches Kreuz an der Heilquelle beschreibt. Aus dem Jahr 1705 ist bekannt, dass es einen hölzernen Kapellenbau bei der Quelle gab. Die Quelle selbst war damals in drei Rohre gefasst, aus denen das Wasser floss. Später wurden diese Rohre durch eine Skulptur der Heiligen Dreifaltigkeit als Quellfassung ersetzt, die sich aber bereits 1739/40 im Inneren der Kirche befand, wie aus damaligen Protokollen hervorgeht. Im Jahr 1997 wurden zusammen mit der Instandhaltung der Kirchenfassade auch die Bründlkapelle sowie die dort befindliche Gnadenstuhlsfigur saniert.
Die Bründlkapelle ist eine kapellenartige Brunnenstube aus Holz, die der Heiligen Dreifaltigkeit geweiht ist. Das Walmdach der Kapelle ist etwas nach vorn gezogen und ruht beim Zugang zur Kapelle auf zwei hölzernen Säulen. Über dem Zugang ist ein Dachreiter mit Zeltdach aufgesetzt. Beide Dächer der Kapelle sind mit Schindeln gedeckt und die Spitze des Dachreiters schließt in einer Turmkugel mit aufgesetztem Kreuz ab. Eine derb gearbeitete Steingruppe im Inneren der Kapelle, welche die pestschutzgewährende Heilige Dreifaltigkeit in Form eines Gnadenstuhls darstellt und ursprünglich farbig gefasst war, stammt aus dem ersten Viertel oder dem Ende des 18. Jahrhunderts. Die Gestaltung des Gnadenstuhles ähnelt dem Typus des Sonntagberger Gnadenstuhles. Eine Inschrift am steinernen Becken, das das aus der Steingruppe fließende Wasser auffängt, verweist auf das Jahr 1866. Einst wurde das gesamte Wasser der Quelle durch die Steingruppe geleitet und floss aus den Wundmalen Christi. Wegen der Frostgefahr tritt das Quellwasser aber mittlerweile vor der Quelle an einer Steinmauer, welche die Zufahrtsstraße stützt, aus einem Betonrohr ans Tageslicht und fließt von dort direkt an der Kapelle vorbei. Die Fließrichtung des Wassers lässt darauf schließen, dass es unterhalb oder hinter der Kirche entspringt. Zur Gnadenstuhlsfigur führt eine Metallleitung und durch ein Rohr fließt das Wasser aus der Seitenwunde Christi. Das überschüssige Wasser kann frei abfließen. Links neben dem Brunnen steht ein Opferstock in der Kapelle.
Die Schüttung der Quelle ist nicht sehr hoch, reicht aber aus, um Flaschen aufzufüllen.